# AZ (Rapper)

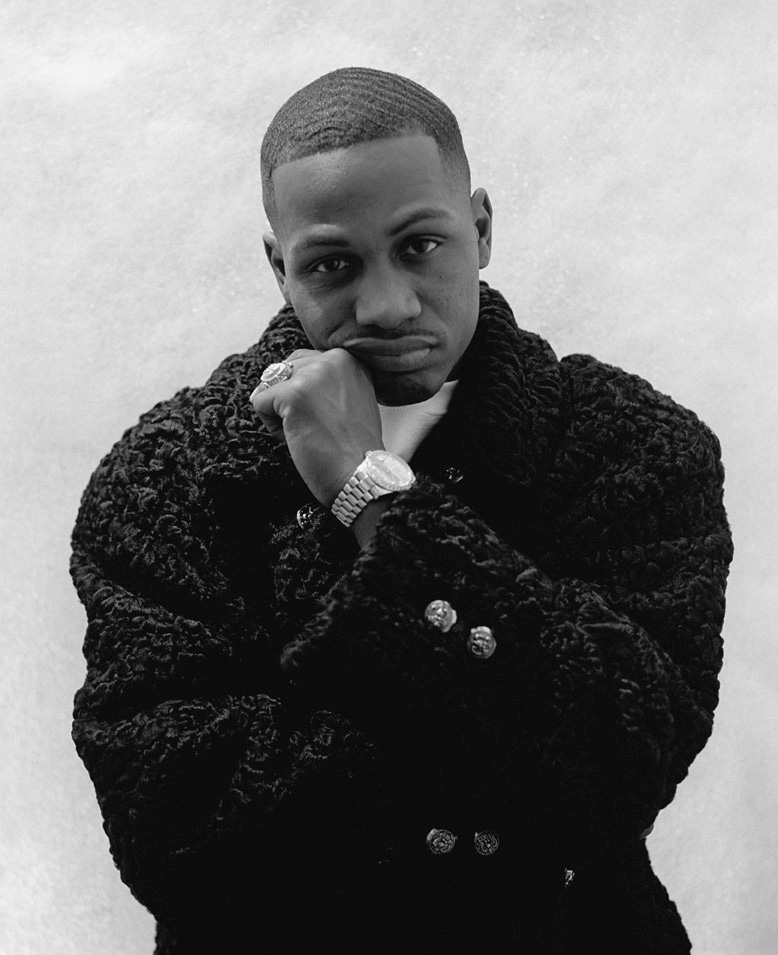
AZ (1998)

Anthony Cruz (* 9. März 1973 in New York City), besser bekannt unter seinem Künstlernamen AZ, ist ein US-amerikanischer Eastcoast-Rapper.

## Biografie
Cruz stammt aus dem Stadtteil East New York. Er ist afroamerikanisch-dominikanischer Abstammung. Er wohnt zurzeit in Englewood, New Jersey.
Anfangs nannte er sich AZ The Visualiza. AZ war erstmals 1994 auf Nas Debütalbum Illmatic auf dem Track Life’s A Bitch mit Olu Dara zu hören. Im darauf folgenden Jahr brachte er sein eigenes Soloalbum namens Doe or Die mit Gastbeiträgen von East Coastern AG, Momo und Z-Dub heraus. Dieses wird von vielen Kritikern und Fans als AZ’ bestes Album angesehen. Aufgrund dieses Umstandes wird es auch oft mit Nas’ Debüt Illmatic verglichen, besitzt aber nach einhelliger Meinung nicht dessen durchgängig hohe Qualität. 1996 wurde die Rapgruppe The Firm gegründet, bestehend aus Nas, Foxy Brown, Cormega und eben ihm selbst. Jedoch wurde Cormega bereits nach wenigen Monaten durch den Rapper Nature ausgetauscht, wodurch es zu Streitigkeiten zwischen Cormega, Nas und Nature kam. In AZs Texten geht es hauptsächlich um New York, Politik und das Leben in der Hood. Im Jahr 2004 sollte das Album Final Call auf den Markt kommen. Aufgrund illegaler Kopien im Internet wurde es letztlich niemals veröffentlicht. Im Jahre 2005 veröffentlichte er das Album A.W.O.L.
Im November 2006 wurde sein siebtes Album The Format unter Quiet Money Records veröffentlicht. Es erhielt überwiegend positive Kritik und wurde auch von den Fans sehr gut aufgenommen. Er arbeitete dafür unter anderem mit M.O.P., der Sängerin Jha Jha von The Diplomats, und mit DJ Premier zusammen.
Am 1. April 2008 veröffentlichte AZ sein achtes Studioalbum Undeniable. Es erhielt überwiegend leicht überdurchschnittliche Kritiken, konnte aber nach Meinung der meisten Kritiker nicht an seine alten Veröffentlichungen heranreichen. Außerdem wurde 2008 schließlich über das Label Koch Records doch noch das bis dahin unveröffentlichte Album Final Call unter dem Namen Final Call: The Lost Tapes veröffentlicht. Der Titel ist dem Namen von Nas’ Lost Tapes entlehnt.

## Diskografie

### Studioalben
| Jahr | Titel           | Höchstplatzierung, Gesamtwochen, AuszeichnungChartplatzierungen (Jahr, Titel, Platzierungen, Wochen, Auszeichnungen, Anmerkungen) | Höchstplatzierung, Gesamtwochen, AuszeichnungChartplatzierungen (Jahr, Titel, Platzierungen, Wochen, Auszeichnungen, Anmerkungen) | Anmerkungen                              |
| Jahr | Titel           | UK | US | Anmerkungen                              |
| ---- | --------------- | --- | --- | ---------------------------------------- |
| 1995 | Doe or Die      | — | US15 (6 Wo.)US | Erstveröffentlichung: 10. Oktober 1995   |
| 1998 | Pieces of a Man | — | US22 (6 Wo.)US | Erstveröffentlichung: 7. April 1998      |
| 2001 | 9 Lives         | — | US23 (7 Wo.)US | Erstveröffentlichung: 12. Juni 2001      |
| 2002 | Aziatic         | — | US29 (9 Wo.)US | Erstveröffentlichung: 11. Juni 2002      |
| 2005 | A.W.O.L.        | — | US73 (2 Wo.)US | Erstveröffentlichung: 6. September 2005  |
| 2006 | The Format      | — | US59 (5 Wo.)US | Erstveröffentlichung: 7. November 2006   |
| 2008 | Undeniable      | — | US141 (20 Wo.)US | Erstveröffentlichung: 1. April 2008      |
| 2009 | Legendary       | — | — | Erstveröffentlichung: 2. Juni 2009       |
| 2021 | Doe or Die II   | — | US60 (3 Wo.)US | Erstveröffentlichung: 10. September 2021 |
| 2023 | Truth be told   | — | US- (- Wo.)US | Erstveröffentlichung: 01. Dezember 2023  |

Weitere Alben
- 1997: The Firm – The Album (Collabo-Album)
- 2000: S.O.S.A. (Save Our Streets AZ)
- 2004: Decade 1994–2004
- 2007: Memphis Sessions – Remixtape
- 2008: N.4.L. (Niggaz 4 Life) (mit DJ Absolut)
- 2008: Final Call – The Lost Tapes
- 2008: Anthology (B-Sides & Unreleased)
- 2009: G.O.D. (Gold, Oil & Diamonds)
- 2010: Doe or Die: 15th Anniversary
- 2013: L.O.D.B (Last of a Dying Breed)
- 2013: L.O.D.B II (Last of a Dying Breed)

### Singles
| Jahr | Titel Album           | Höchstplatzierung, Gesamtwochen, AuszeichnungChartplatzierungen (Jahr, Titel, Album, Platzierungen, Wochen, Auszeichnungen, Anmerkungen) | Höchstplatzierung, Gesamtwochen, AuszeichnungChartplatzierungen (Jahr, Titel, Album, Platzierungen, Wochen, Auszeichnungen, Anmerkungen) | Anmerkungen                         |
| Jahr | Titel Album           | UK | US | Anmerkungen                         |
| ---- | --------------------- | --- | --- | ----------------------------------- |
| 1995 | Sugar Hill Doe or Die | UK67 (1 Wo.)UK | US25 Gold · (20 Wo.)US | Erstveröffentlichung: 27. Juni 1995 |